# O'Connor (del av en befolkad plats)
O'Connor är en del av en befolkad plats i Australien. Den ligger i kommunen Fremantle och delstaten Western Australia, omkring 13 kilometer sydväst om delstatshuvudstaden Perth. Antalet invånare är 275.
Runt O'Connor är det tätbefolkat, med 383 invånare per kvadratkilometer.. Närmaste större samhälle är Perth, omkring 13 kilometer nordost om O'Connor. 
Runt O'Connor är det i huvudsak tätbebyggt. Genomsnittlig årsnederbörd är 1 018 millimeter. Den regnigaste månaden är maj, med i genomsnitt 176 mm nederbörd, och den torraste är februari, med 9 mm nederbörd.